# Manoir de Tourpes
Le manoir de Tourpes est un édifice situé à Troarn, en France.

## Localisation
Le monument est situé dans le département français du Calvados, jouxtant au nord-est l'église de l'ancienne commune de Bures-sur-Dives, associée à Troarn depuis 1972.

## Historique
Les façades et les toitures sont inscrites au titre des Monuments historiques depuis le 26 décembre 1928.